# Utricularia triflora
Utricularia triflora är en tätörtsväxtart som beskrevs av Peter Geoffrey Taylor. Utricularia triflora ingår i släktet bläddror, och familjen tätörtsväxter. Inga underarter finns listade i Catalogue of Life.